# Lineville (Alabama)
Pour les articles homonymes, voir Lineville.
Lineville est une ville américaine située dans le comté de Clay en Alabama.
Selon le recensement de 2010, Lineville compte 2 395 habitants. La municipalité s'étend sur 9,01 milles carrés (23,34 km2), dont 8,94 milles carrés (23,15 km2) de terres.

## Démographie
| 1890 | 1900 | 1910  | 1920  | 1930  | 1940  | 1950  | 1960  |
| ---- | ---- | ----- | ----- | ----- | ----- | ----- | ----- |
| 234  | 211  | 1 053 | 1 507 | 1 329 | 1 300 | 1 548 | 1 612 |

| 1970  | 1980  | 1990  | 2000  | 2010  | - | - | - |
| ----- | ----- | ----- | ----- | ----- | - | - | - |
| 1 984 | 2 257 | 2 394 | 2 401 | 2 395 | - | - | - |